# Twilight Guardians
I Twilight Guardians erano un gruppo musicale melodic metal finlandese fondato nel 1996 a Salo e scioltosi nel 2008.

## Formazione
- Henri Suominen - batteria
- Vesa Virtanen - voce
- Mikko Tång - basso
- Carl-Johan Gustafsson - chitarra
- Jari Pailamo - tastiera

## Discografia

### In studio
- 2000 - Tales of the Brave
- 2004 - Wasteland
- 2006 - Sin Trade
- 2007 - Ghost Reborn